# اضطرابات الطعام أو الأكل الأخرى
تعتبر اضْطِارابات الطَّعام أو الأَكْل الأخرى قسم من أقسام الدليل التشخيصي والإحصائي للاضطرابات النفسية (الطبعة الخامسة) بجانب اضْطِرابات الطَّعام أو الأَكْل غير محدد. الدليل التشخيصي والإحصائي للاضطرابات النفسية الشدة العلاجية  لإضْطِارابات التغذية وإضْطِارابات الأَكْل التي لا توافي المعايير التشخيصية لفقدان الشهية العصبي والنهام العصبي واضطراب نهم الطعام واضطراب تجنّب / تقييد تناول الطعام وشَهوة الغَرائب ومتلازمة الاجترار. تتضّمن إضْطِارابات الطَّعام أو الأَكْل الأخرى خمسة أمثلة:
- فقدان الشهية العصبي  غير نمطي
- نهام عصبي غير نمطي بتكرار قليل و/أو في مدة محددة
- إضطراب نهم الطعام بتكرار قليل و/أو في مدة محددة
- إضطراب التطهير أو التفريغ
- متلازمة الأكل الليلي

## التصنيف
الخمس أمثلة السابقة تعتبر من اضطرابات الطعام  وتشمل فقدان شهية عصبي غير نمطي ونهام عصبي غير نمطي مع تكرار قليل و/أو في  مدة محددة واضطراب نهم الطعام مع تكرار قليل و/أو في مدة محددة واضطراب التطهير أو التفريغ ومتلازمة الأكل الليلي، علمًا بأن اضْطِرابات لطَّعام أو الأَكْل الأخرى لا تقتصر على الأمثلة الخمسة فقط بل بإمكانها أن تشمل الأفراد ذوى الأعراض المختلفة. تعتبر اضْطِرابات الطَّعام أو اللتي ليست محددة مصطلح آخر يطلق على الأفراد اللذين لا تتوفر فيهم معايير التشخيص الكامله فالتشخيص يصبح غير محدد فلا يمكن للطبيب السريري وضع تشخيص نهائي نظراً لعدم توفر المعلومات الكافية.
     فقدان الشهية العصبي غير النمطي
في هذا النوع يطابق الأفراد جميع المعايير الخاصة بفقدان الشهية العصبي باستثناء معيار الوزن فيبقى الأفراد من هذا النوع فوق أو في المعدل الطبيعي للوزن على الرغم من فقدان الوزن بشكل ملحوظ.
النهام العصبي غير النمطي بتكرار قليل و/أو في مدة محددة
هذا النوع من النهام العصبي يطابق الأفراد جميع المعايير الخاصة بالنهام العصبي باستثناء معيار التكرار فيأكل الأشخاص بنهم وتحدث سلوكيات تعويضية غير صحية بمتوسط مرة في الأسبوع أو اقل من 3 أشهراضطراب الشراهة عند تناول الطعام منخفض التكرار و / أو مدة محدودة.
اضطراب نهم الطعام بتكرار قليل و/أو في مدة محددة
من هذا النوع من اضطراب نهم الطعام يطابق الأفراد جميع المعايير الخاصة باضطراب نهم الطعام باستثناء معيار التكرار فيأكل الأفراد بنهم بمتوسط مرة في الأسبوع أو اقل من 3 أشهر.
اضطراب التطهير أو التفريغ
في هذا النوع من الاضطراب يوجد هدف سلوك تطهير يهدف إلى التأثير على الوزن أو الشكل ولكن في حالة عدم الإفراط في الأكل.
متلازمة الأكل الليلي
يواجه الأفراد من هذا النوع من الاضطراب نوبات أكل متكررة في الليل كالأكل بعد الاستيقاظ من النوم أو تناول سعرات حرارية زائدة بعد وجبة العشاء وهذا السلوك غير مقبول ثقافياً من قبل المعايير الاجتماعية مثل أكل المأكولات الخفيفة في التجمعات في بعض الأحيان. تتضمن متلازمة الأكل الليلي الوعي وتذكر الأكل ولا يتم تفسيره بشكل أفضل من خلال التأثيرات الخارجية مثل التغيرات في دورة النوم والاستيقاظ للفرد ويسبب ضائقة كبيرة و / أو ضعف الأداء الوظيفي. وإن لم يتم تعريفها على وجه التحديد في الدليل التشخيصي والإحصائي للاضطرابات النفسية إلا ان بسبب معايير البحث لهذا التشخيص تم اقتراح إضافة المعايير التالية: (1) استهلاك ما لا يقل عن 25٪ من السعرات الحرارية اليومية بعد وجبة العشاء و / أو  (2) الاستيقاظ في المساء للأكل مرتين على الأقل في الأسبوع.

## العلاج
وجهت القليل من الدراسات علاج الأفراد المصابين باضْطِارابات الطَّعام أو الأَكْل الأخرى ومع ذلك فقد ثبت أن العلاج المعرفي السلوكي الذي يركز على التفاعل بين الأفكار والمشاعر والسلوكيات بأنه هو العلاج الرائد القائم على الأدلة لاضطرابات الأكل في النهام العصبي واضطراب نهم الطعام، بالنسبة لاضْطِارابات الطَّعام أو الأَكْل الأخرى يمكن استخدام علاج سلوكي معرفي معين يدعى العلاج السلوكي المعرفي لاضطرابات الأكل وتم تصميمه لعلاج جميع أشكال اضطرابات الأكل. لا تركز هذه الطريقة على ما يُعتقد أنه الاضطراب الإدراكي المركزي في اضطرابات الأكل فحسب (أي الإفراط في تقييم الأكل والشكل والوزن) بل يركز أيضًا على تعديل الآليات التي تواكب اضطراب الأكل المرضي النفسي كالكمالية وتقدير الذات المنخفض وعدم تحمل المزاج والصعوبات الشخصية. أظهر العلاج السلوكي المعرفي لاضطرابات الأكل الفعالية في دراستين من إجمالي 219 رد وبقيت مستقرة على فترات متابعة لمدة 60 أسبوعًا. لا يقتصر العلاج السلوكي المعرفي لاضطرابات الأكل على الأنواع الفردية من اضطرابات الأكل ولكنه يعتمد على مفهوم أن الآليات تتعلق في استمرارية اضطرابات الأكل غير النمطية كفقدان الشهية العصبي والنهام العصبي.

## الانتشار الوبائي
اختبرت القليل من الدراسات حتى الآن انتشار اضْطِارابات الطَّعام أو الأَكْل الأخرى وكانت أكبر دراسة اجتماعية درسها ستايس في 2013 فهو فحص وأكمل مقابلات سنوية تشخيصية ل 496 فتاة في أواخر فترة المراهقة على مدى 8 سنوات. متوسط عمر انتشار  اضْطِارابات الطَّعام أو الأَكْل الأخرى لمن هم في العشرينات كان 11.5%. 2.8% كان لديهم فقدان شهية عصبي غير نمطي و 4.4% كان لديهم نهام عصبي و 3.6% كان لديهم اضطراب نهم الطعام تحت العتبة و 3.4% كان لديهم اضطراب التطهير، ذروة عمر ظهور اضْطِارابات الطَّعام أو الأَكْل الأخرى كان من ال 18 حتى سن ال 20، متلازمة الأكل الليلي لم تقدر في هذه الدراسة لكن تقديرات من دراسات أخرى تشير إلى أنه يظهر في 1 ٪ من عامة السكان.
قارنت بعض الدراسات بين انتشار اضْطِارابات الطَّعام أو الأَكْل الأخرى واضْطِارابات الطَّعام أو الأَكْل اللتي ليست محددة ووجدت أنه على الرغم من انخفاض انتشار اضطرابات الأكل غير النمطية مع نظام التصنيف الجديد، إلا أن معدل الانتشار لا يزال مرتفعًا فعلى سبيل المثال انخفض تشخيص مجموعة تضم 215 مرضى يافعين يتقدمون لعلاج اضطرابات الطعام من اضْطِارابات الطَّعام أو الأَكْل اللتي ليست محددة لاضْطِارابات الطَّعام أو الأَكْل الأخرى من معدل 62.3% حتى أصبحت 32.6%. في دراسة أخرى أجريت على 240 أنثى في الولايات المتحدة لديهن تاريخ طويل مع اضطرابات الأكل، تغير معدل الانتشار من 67.9٪ في اضْطِارابات الطَّعام أو الأَكْل غير المحددة حتى 53.3% من اضْطِارابات الطَّعام أو الأَكْل الأخرى. على الرغم من أن الانتشار يبدوا بأنه سوف ينخفض عند وضع تقسيمات اضْطِارابات الطَّعام أو الأَكْل غير المحددة مقابل اضْطِارابات الطَّعام أو الأَكْل الأخرى فلا تزال نسبة عالية من الحالات تتلقى تشخيصات لاضطرابات الأكل غير النمطية مما يخلق صعوبات في التواصل وتخطيط العلاج وعمل البحوث الأساسية.

## التاريخ
في 1980 كان الدليل التشخيصي والإحصائي للاضطرابات النفسية النسخة الثالثة أول دليل يتضمن تصنيف اضطرابات الطعام التي لا تتوافق مع فقدان الشهية العصبي والنهام العصبي وشهوة الغرائب وهذا التصنيف كان يسمى باضطرابات الطعام غير النمطية. وصفت اضطرابات الطعام غير النمطية بجملة واحدة في هذه النسخة ولم تتلقى الاهتمام في المطبوعات حيث كان يُنظر إليها على أنها غير شائعة مقارنة باضطرابات الأكل الأخرى المحددة. نشرت النسخة المنقحة من الدليل التشخيصي والإحصائي للاضطرابات النفسية في 1987 وأصبحت إضطرابات الطعام غير النمطية معروفة باسم اضْطِارابات الطَّعام أو الأَكْل غير المحددة. وشملت النسخة المنقحة أمثله على أفراد لم يطابقوا معايير اضْطِارابات الطَّعام أو الأَكْل غير المحددة لمعرفة وجود بأن تغير الخواص في الأفراد في تزايد ضمن فئة التشخيص.
نشر في عام  1994 النسخة الرابعة الجديدة من الدليل التشخيصي والإحصائي للاضطرابات النفسية وتم توسيع اضْطِارابات الطَّعام أو الأَكْل غير المحددة لتشمل ستة عروض إكلينيكيّة وتضمنت هذه العروض الأفراد الذين:
- استوفت فيهم معايير فقدان الشهية العصبي ولكن دورة الحيض منتظمة
- استوفت فيهم معايير فقدان الشهية العصبي ولكن لا يزال الوزن في المعدل الطبيعي على الرغم من فقدان الوزن بشكل ملحوظ
- استوفت فيهم معايير النهام العصبي ولكن لم يستوفِ معيار التكرار عند الإفراط في تناول الطعام أو التطهير
- ممارسة سلوكيات تعويضية غير صحية بعد أكل كميات صغيرة من الطعام
- أو مضغ الطعام أو بصقه بشكل متكرر  أو الإفراط في تناول الطعام ولكن لم يفرغوا بعد ذلك

من عيوب تصنيف اضْطِارابات الطَّعام أو الأَكْل غير المحددة في الدليل الجديد من النسخة الرابعة بأنه يتم تشخيص أفراد ذوي أعراض مختلفة تماما على أنهم يعانون من نفس التشخيص وهذا جعل الوصول للرعاية الخاصة بالاضطراب لإجراء البحوث حول تنوع علم الأمراض الخاص باضْطِارابات الطَّعام أو الأَكْل غير المحددة صعب. علاوة على ذلك، كان يُنظر إلى اضْطِارابات الطَّعام أو الأَكْل غير المحددة على أنها أقل حدة من فقدان الشهية العصبي والنهام العصبي على الرغم من إشارة النتائج على أن الأشخاص اللذين تم تشخيصهم باضْطِارابات الطَّعام أو الأَكْل غير المحددة يتشاركون في أوجه التشابه مع فقدان الشهية العصبي والنهام العصبي في درجة علم أمراض الأكل وعلم الأمراض النفسية العام والصحة البدنية. منع هذا التصور الأشخاص المحتاجين من طلب المساعدة أو شركات التأمين من تغطية تكاليف العلاج. تم نشر النسخة الخامسة من الدليل التشخيصي والإحصائي للاضطرابات النفسية في عام 2013 وسعى إلى معالجة هذه القضايا عن طريق إضافة تشخيصات جديدة ومراجعة المعايير الحالية.